# Pachoc
Pachoc är en ort i Mexiko.   Den ligger i kommunen San Felipe Tepatlán och delstaten Puebla, i den sydöstra delen av landet, 160 km nordost om huvudstaden Mexico City. Pachoc ligger 763 meter över havet och antalet invånare är 452.
Terrängen runt Pachoc är huvudsakligen kuperad, men västerut är den bergig. Runt Pachoc är det ganska tätbefolkat, med 124 invånare per kvadratkilometer. Närmaste större samhälle är Olintla, 8,1 km öster om Pachoc. Omgivningarna runt Pachoc är en mosaik av jordbruksmark och naturlig växtlighet.